# Günter Knefelkamp
Günter Knefelkamp (* 16. März 1927 in Barkhausen; † 23. Mai 2017) war ein deutscher Politiker und Landtagsabgeordneter (CDU).

## Leben und Beruf
Nach dem Besuch der Volksschule und der Realschule beantragte er am 24. Januar 1944 die Aufnahme in die NSDAP und wurde zum 20. April desselben Jahres aufgenommen (Mitgliedsnummer 9.866.642). Er studierte er an der Staatlichen Ingenieurschule für Wasserwirtschaft und Kulturtechnik mit dem Abschluss Ingenieur (grad.). Er war von 1949 bis 1952 Wasserbauingenieur in einem städtischen Tiefbauamt, um dann bis 1954 im Rahmen der Entwicklungshilfe in Afghanistan tätig zu sein. Ab 1954 war er als Bauleiter und als Ingenieur bei verschiedenen Firmen beschäftigt.
Seit 1962 war Knefelkamp Mitglied der CDU. Er war in zahlreichen Parteigremien aktiv, so u. a. als Mitglied des Kreisvorstandes Herne.

## Abgeordneter
Vom 30. Mai 1985 bis zum 30. Mai 1990 war Knefelkamp Mitglied des Landtags des Landes Nordrhein-Westfalen. Er wurde über die Landesliste seiner Partei gewählt. 
Dem Stadtrat der Stadt Herne gehörte er seit 1969 an. 